# Kittajaur
Kittajaur (ook wel Kitajaur) is een gehucht binnen de Zweedse gemeente Jokkmokk. Het is gelegen aan een afslag van de E45. Het heeft buiten het dorp sinds 1936 een stationnetje aan de Inlandsbanan. Het ligt aan het meer Kittajaure.
Bestuurscentrum: Jokkmokk (tätort)
Tätort: Porjus · Vuollerim
Småort: Kåbdalis · Mattisudden · Murjek
Overig: Årrenjarka · Framnäs · Kåikul · Kalludden · Kittajaur · Kitteludden · Kuouka · Kuorpak · Kvikkjokk · Messaure · Nautijaur · Njavve · Padjerim · Porsi · Randijaur · Snesudden · Storbacken · Sudok · Tårrajaur · Tjåmotis · Vajkijaur